# Barilius ponticulus
Barilius ponticulus és una espècie de peix cipriniforme de la família dels ciprínids que es troba a Tailàndia.